# Jacopo (II) Barozzi
Jacopo o Iacopo (II) Barozzi (fallecido en 1308), fue un noble veneciano y el primer señor de Santorini en las Cícladas, Grecia. También ocupó varios puestos coloniales de alto rango para la República de Venecia.

## Biografía
Jacopo Barozzi fue el primogénito de Andrea Barozzi, un funcionario veneciano. Desde Karl Hopf en el siglo XIX, varios historiadores modernos sostuvieron que su familia había gobernado la isla de Santorini como feudo tras la cuarta cruzada, lo que significa que Jacopo era el heredero de su señorío. Sin embargo, esto fue refutado en la segunda mitad del siglo XX, cuando se demostró que el dominio de los Barozzi sobre Santorini solo puede documentarse a partir de principios del siglo XIV.
La carrera temprana de Iacopo fue como administrador colonial de la República de Venecia en el Egeo: a principios de la década de 1290 sirvió como rector de La Canea en la colonia veneciana de Creta, luego como bailo de Negroponte desde agosto de 1295 a 1297, y finalmente como duque de Candia en Creta desde 1301 a 1303.
Al mismo tiempo, un consejo decidió armar una flota de dieciocho galeras, dando el mando a Jacopo, durante la batalla de Modona y Corone.
Varias islas (incluida Santorini) habían sido reconquistadas a sus señores latinos por el Imperio bizantino en la década de 1270 tras las campañas de Licario, pero la situación cambió a principios del siglo XIV. Fue entonces cuando varios señores latinos aprovecharon la oportunidad para establecer nuevos dominios en las islas, lo que a menudo resultó en conflictos posteriores con la Casa de Sanudo del Ducado de Naxos.
En 1301, el duque de Naxos, Guglielmo I Sanudo, quien se consideraba el señor feudal de la isla, preparaba una expedición para recuperar Santorini. Su destino no está claro, pero en un tratado firmado entre Venecia y el emperador bizantino Andrónico II Paleólogo en 1302, se reconoció la posesión veneciana de la isla. En él, Jacopo fue designado dominator insularum Sancte Erini et Thyrasie, pero reconoció solo a Venecia, no al duque de Naxos, como su soberano feudal. Como resultado, este último se apoderó de Iacopo cuando pasaba por sus dominios al final de su mandato como duque de Candia. El Gran Consejo de Venecia intervino rápidamente y ordenó la liberación de Jacopo. Contrariamente a la erudición anterior, Jacopo fue, por lo tanto, el primer señor de Santorini de la familia Barozzi.
En 1306 estuvo temporalmente en posesión de la isla de Nísiros. En 1308 se retiró a Candia donde murió.